# Aquarius (Boards of Canada)
Aquarius è il terzo EP realizzato dal gruppo musicale scozzese Boards of Canada. 
Si tratta di uno dei più brevi album pubblicati dal gruppo.

## Il disco
L'album contiene due tracce, e come Hi Scores è stato pubblicato per l'etichetta Skam.
La prima traccia, che dà il nome all'album, contiene un campionamento dal musical Hair.

## Tracce
1. Aquarius – 5:58
2. Chinook – 7:16

Durata totale: 13:14